# Gundiokształtne
Gundiokształtne (Ctenodactylomorphi) – infrarząd ssaków z podrzędu jeżozwierzowców (Hystricomorpha) w obrębie rzędu gryzoni (Rodentia). 

## Podział systematyczny
Do infrarzędu należą następujące występujące współcześnie rodziny:
- Ctenodactylidae P. Gervais, 1853 – gundiowate
- Diatomyidae Mein & Ginsburg, 1997 – gundioszczurowate – jedynym występującym współcześnie przedstawicielem jest Laonastes aenigmamus Jenkins, Kilpatrick, M.F. Robinson & Timmins, 2005 – skamielinowiec laotański

Opisano również rodziny wymarłe:
- Chapattimyidae Hussain, De Bruijn & Leinders, 1978
- Distylomyidae Wang Banyue, 1988
- Gobiomyidae Wang Banyue, 2001
- Tamquammyidae Shevyreva, 1983
- Yuomyidae Dawson, Li Chuankui & Qi Tao, 1984

Rodzaje wymarłe o niepewnej pozycji systematycznej i nie klasyfikowane w żadnej z powyższych rodzin:
- Ageitonomys Wang Banyue, 2010[7] – jedynym przedstawicielem był Ageitonomys neimongolensis Wang Banyue, 2010
- Chenomys Li Qian & Meng Jin, 2015[8] – jedynym przedstawicielem był Chenomys orientalis Li Qian & Meng Jin, 2015
- Khodzhentia Averianov, 1996[9] – jedynym przedstawicielem był Khodzhentia vinogradovi Averianov, 1996
- Simplicimys Li Qian & Meng Jin, 2015[10] – jedynym przedstawicielem był Simplicimys bellus Li Qian & Meng Jin, 2015
- Yongshengomys Li Qian & Meng Jin, 2015[11] – jedynym przedstawicielem był Yongshengomys extensus Li Qian & Meng Jin, 2015
- Yuanomys Meng Jin & Li Chuankui, 2010[12] – jedynym przedstawicielem był Yuanomys zhoui Meng Jin & Li Chuankui, 2010